# Doddabathi, Davanagere
Doddabathi là một làng thuộc tehsil Davanagere, huyện Davanagere, bang Karnataka, Ấn Độ.